# وانغ تشن (لاعبة تنس الطاولة)
وانغ تشن (بالإنجليزية: Wang Chen) هي لاعبة تنس الطاولة أمريكية، ولدت في 17 يناير 1974 في بكين في الصين.

## وصلات خارجية
- وانغ تشن على موقع منظمة تنس الطاولة العالمي (الإنجليزية)
- وانغ تشن على موقع اللجنة الأولمبية الدولية (الإنجليزية)
- وانغ تشن على موقع أوليمبيديا (الإنجليزية)